# Steve Smith (lekkoatleta)
Steve Smith (ur. 29 marca 1973) – angielski lekkoatleta startujący w barwach Wielkiej Brytanii, skoczek wzwyż. Dwukrotny olimpijczyk (1992, 1996), w tym medalista igrzysk (1996), medalista mistrzostw świata i Europy.

## Sukcesy
- złoto Mistrzostw Europy Juniorów w Lekkoatletyce (Saloniki 1991)
- złoty medal Mistrzostw Świata Juniorów w Lekkoatletyce (Seul 1992) uzyskany podczas tej imprezy wynik – 2,37 m jest aktualnym rekordem świata juniorów (ten sam wynik 2 lata wcześniej uzyskał Dragutin Topić[1]), był to także pierwszy wynik na listach światowych seniorów w 1992[2]
- brąz Halowych Mistrzostw Świata w Lekkoatletyce (Toronto 1993)
- brązowy medal podczas Mistrzostw Świata w Lekkoatletyce (Stuttgart 1993)
- srebro Mistrzostw Europy w Lekkoatletyce (Helsinki 1994)
- srebrny medal na Igrzyskach Wspólnoty Narodów (Victoria 1994)
- 1. miejsce w Superlidze Pucharu Europy (Villeneuve-d’Ascq 1995)
- brąz podczas Igrzysk olimpijskich (Atlanta 1996)
- 4 mistrzostwa Wielkiej Brytanii (1992, 1995, 1996 oraz 1999)[3]

## Rekordy życiowe
- Skok wzwyż (stadion) – 2,37 m (1992 i 1993) rekord Wielkiej Brytanii
- Skok wzwyż (hala) – 2,38 m (1994) rekord Wielkiej Brytanii